# Ringvejen (Holstebro)
 For alternative betydninger, se Ringvejen. (Se også artikler, som begynder med Ringvejen)
Ringvejen ofte benævnt O2 er en ca. 8,2 km lang ringvej der går igennem det østlige Holstebro, Ringvejen skal være med til at få den tunge trafik uden om Holstebro, den fordeler trafikken mod henholdsvis primærrute 11 til Struer, primærrute 16 til Viborg, og sekundærrute 184 til Herning.
Vejen starter i Ringvejen og føres mod øst, den passere derefter Skjernvej hvorfra der er forbindelse til (primærrute 11) til Skjern, den forsætter derefter videre, og passere Herningvej hvorfra der er forbindelse til (sekundærrute 184) til Herning, derfra forsætter den op til (primærrute 16) Viborgvej, hvorfra der er forbindelse til Viborg. Vejen forsætter og ender til sidst i Nordre Ringvej i Holstebro bydelen Måbjerg.. 